# Kazimierz Stefan Iwański
Kazimierz Stefan Iwański herbu Jastrzębiec – podczaszy łęczycki w latach 1680-1693.
Poseł sejmiku łęczyckiego na sejm 1685 roku, sejm zwyczajny 1692/1693 roku. Zerwał sejm zwyczajny 1692/1693 roku nie zgadzając się na prolongatę.